# Olulodes haemacta
Olulodes haemacta är en fjärilsart som beskrevs av Turner 1908. Olulodes haemacta ingår i släktet Olulodes och familjen nattflyn. Inga underarter finns listade i Catalogue of Life.